# Fredrika Wetterhoff
Fredrika Sofia Wetterhoff, född 14 januari 1844 i Helsingfors, död 14 april 1905 i Tavastehus, var en finländsk reformpedagog och kvinnorättskämpe. Hon grundade stiftelsen och högskolan Fredrika Wetterhoffs yrkesskola i Tavastehus. 
Hon var dotter till domare Georg Adolf Wetterhoff och Juliana Sofia Karolina Stjernvall och syster till Karl Wetterhoff, Onni Wetterhoff och Mathilda Asp. Familjen flyttade 1872 till Tavastehus. Hon studerade i både Paris och Stockholm. I Stockholm kom hon i kontakt med kvinnorörelsen och intresserade sig för utbildning för kvinnor. 1885 grundade hon en yrkeshögskola för kvinnor i Tavastehus.